# Dunkirk (Nueva York)
Dunkirk fundada en 1880, es una ciudad ubicada en el condado de Chautauqua en el estado estadounidense de Nueva York. En el año 2000 tenía una población de 13,131 habitantes y una densidad poblacional de 1,119.2 personas por km².

## Geografía
Dunkirk se encuentra ubicada en las coordenadas 42°28′59″N 79°19′47″O / 42.48306, -79.32972. Según la Oficina del Censo, la ciudad tiene un área total de 11,8 km² (4,6 mi²), de la cual 11,7 km² (4,5 mi²) es tierra y 0,1 km² (0 mi²) (0%) es agua.

## Demografía
Según la Oficina del Censo en 2000 los ingresos medios por hogar en la localidad eran de $28,313, y los ingresos medios por familia eran $35,058. Los hombres tenían unos ingresos medios de $29,462 frente a los $21,682 para las mujeres. La renta per cápita para la localidad era de $15,482. Alrededor del 22.3% de la población estaban por debajo del umbral de pobreza.